# روز فوربس
روز فوربس (بالإنجليزية: Ross Forbes)‏ (3 مارس 1989 بغلاسكو في المملكة المتحدة - ) هو لاعب كرة قدم بريطاني في مركز الوسط. شارك مع منتخب اسكتلندا تحت 19 سنة لكرة القدم. أما مع النوادي، فقد لعب مع دونفرملين أثلتيك ونادي ماذرويل ونادي دمبرتون ونادي بارتيك ثيسل ونادي غرينوك مورتون.

## وصلات خارجية
- روز فوربس على موقع قاعدة بيانات كرة القدم.إي يو (الإنجليزية)
- روز فوربس على موقع Soccerbase.com (لاعب) (الإنجليزية)